# HMS Gotland (1995)
HMS Gotland (Gtd) – szwedzki okręt podwodny typu Gotland, który wszedł do służby w Svenska marinen w 1996 roku. Był to pierwszy z trzech okrętów serii, na których po raz pierwszy, począwszy od etapu projektu, zastosowano niezależny od powietrza atmosferycznego napęd wyposażony w silniki Stirlinga.

## Projekt i budowa
W marcu 1990 roku rząd szwedzki złożył w stoczni Kockums AB zamówienie na budowę trzech okrętów podwodnych typu Gotland (A19), które miały zastąpić planowane do wycofania ze służby jednostki typu Sjöormen. Początkowo okręty miały mieć napęd konwencjonalny, jednak we wrześniu 1991 roku podjęto decyzję o wprowadzeniu zmian do projektu, które zakładały instalację napędu niezależnego od powietrza atmosferycznego (ang. Air Independent Propulsion – AIP), którego głównym elementem były silniki Stirlinga. Zmiany w projekcie wymagały instalacji na okrętach nowej sekcji przedziału napędowego, przez co o 7,5 m zwiększyła się ich długość .
Pod względem konstrukcyjnym nowe okręty bazowały na doświadczeniach wyniesionych z budowy i eksploatacji okrętów podwodnych typu Västergötland. Główną różnicą w stosunku do poprzedników było zastosowanie napędu niezależnego od powietrza atmosferycznego. Stocznia Kockums doświadczenia z tego typu napędem zdobyła w latach 80., instalując moduł napędowy wyposażony w silnik Stirlinga na cywilnej jednostce badawczej „Saga”. Kolejnym etapem rozwoju tego typu napędu była przebudowa jednego z okrętów podwodnych typu Näcken, poprzez wstawienie 8-metrowej sekcji zawierającej moduł AIP .
Stocznia Kockums w Malmö otrzymała kontrakt na budowę trzech okrętów typu Gotland w marcu 1990 roku. Budowa pierwszego okrętu serii, HMS „Gotland”, rozpoczęła się 10 października 1992 roku. Wodowanie miało miejsce 2 lutego 1995 roku, wejście do służby 2 września 1996 roku . 
30 czerwca 2015 roku szwedzka Administracja Materiałów Obronnych podpisała ze stocznią Kockums kontrakt na remont i przebudowę dwóch okrętów typu Gotland w połowie okresu eksploatacji (ang. Middle Life Upgrade Program – MLU). Pierwszym modernizowanym okrętem miał być „Gotland”. Zakres prac miał obejmować modernizację lub wymianę najważniejszych systemów okrętu, w tym układu napędowego. W ramach prac okręt przecięto na pół i wstawioną nową dwumetrową sekcję kadłuba, zawierającą m.in. nowe urządzenia chłodzące wodę dzięki czemu zwiększyła się efektywność pracy układu napędowego .

## Dane taktyczno-techniczne

### Kadłub
Okręt został zbudowany w układzie jednokadłubowym z dwoma pokładami ciągłymi, z wyjątkiem części rufowej gdzie zastosowano jeden pokład. Długość całkowita okrętu wynosi 60,4 m, szerokość 6,2 m. Na powierzchni okręt wypiera 1520 t, w zanurzeniu 1640 t. Do budowy kadłuba zastosowano stal ferromagnetyczną HY80, dzięki której możliwe jest zanurzenie okrętu na głębokość przekraczającą 350 metrów. Stery głębokości umieszczono na obudowie kiosku. Zastosowano konstrukcję modułową, dzięki której możliwe jest zwiększenie możliwości okrętu poprzez wstawienie podczas przebudowy nowej sekcji, zawierającej np. pionowe wyrzutnie pocisków rakietowych lub dodatkowy zapas paliwa.
W sekcji dziobowej umieszczono sześć wyrzutni torped i zlokalizowaną nad nimi główną stację hydroakustyczną. W sekcji śródokręcia umieszczono bojowe centrum informacji ze stanowiskami dowodzenia i kontroli ognia oraz stanowiska do przetwarzania informacji z czujników radioelektronicznych i hydroakustycznych. Bezpośrednio przy bojowym centrum informacji znajduje się stanowisko do kierowania okrętem, które może być obsługiwane przez jedną osobę. W sekcji rufowej znalazło się zautomatyzowane centrum sterowania siłownią, dwa silniki Stirlinga, zbiornik z ciekłym tlenem, silniki wysokoprężne i silnik elektryczny .

### Napęd
Okręt wyposażono w napęd niezależny od powietrza atmosferycznego (ang. Air Independent Propulsion – AIP), którego głównym elementem są silniki Stirlinga. Silnik ten wykorzystuje ciepło wytworzone w komorze spalania, gdzie łączy się olej napędowy i ciekły tlen. Ciepło z komory spalania przekazywane jest na gaz roboczy (hel) we wnętrzu silnika, który rozprężając się powoduje pracę tłoka. Cofanie się tłoka następuje po przejściu gazu przez chłodnicę, gdzie następuje zmniejszenie jego temperatury i objętości. Pracujący silnik napędza zespół prądotwórczy  . Do poruszania się na powierzchni okręt wykorzystuje dwa zespoły silników wysokoprężnych MTU, Hedemora, z których każdy dysponuje mocą wyjściową na wale 1061 kW. Do poruszania się w zanurzeniu okręt w zależności od okoliczności może zastosować silniki wysokoprężne wyposażone w chrapy, silniki Stirlinga lub energię zmagazynowaną w akumulatorach. Korzystając z silników Stirlinga okręt może pozostawać w zanurzeniu przez co najmniej 14 dni .

### Uzbrojenie
Okręt wyposażony jest w cztery wyrzutnie torped kalibru 533 mm i dwie wyrzutnie kalibru 400 mm. Są to wyrzutnie wypływowe, przez co odpalenie torped odbywa się w warunkach mniejszego hałasu w porównaniu do jednostek odpalających torpedy wyłącznie z użyciem sprężonego powietrza. Okręt zabiera na pokład 12 torped Tp62 kal. 533 mm i 4 torpedy Tp451 kal. 400 mm. W zależności od misji okręt może także zabrać na pokład do 25 min Mk 42 .

## Służba

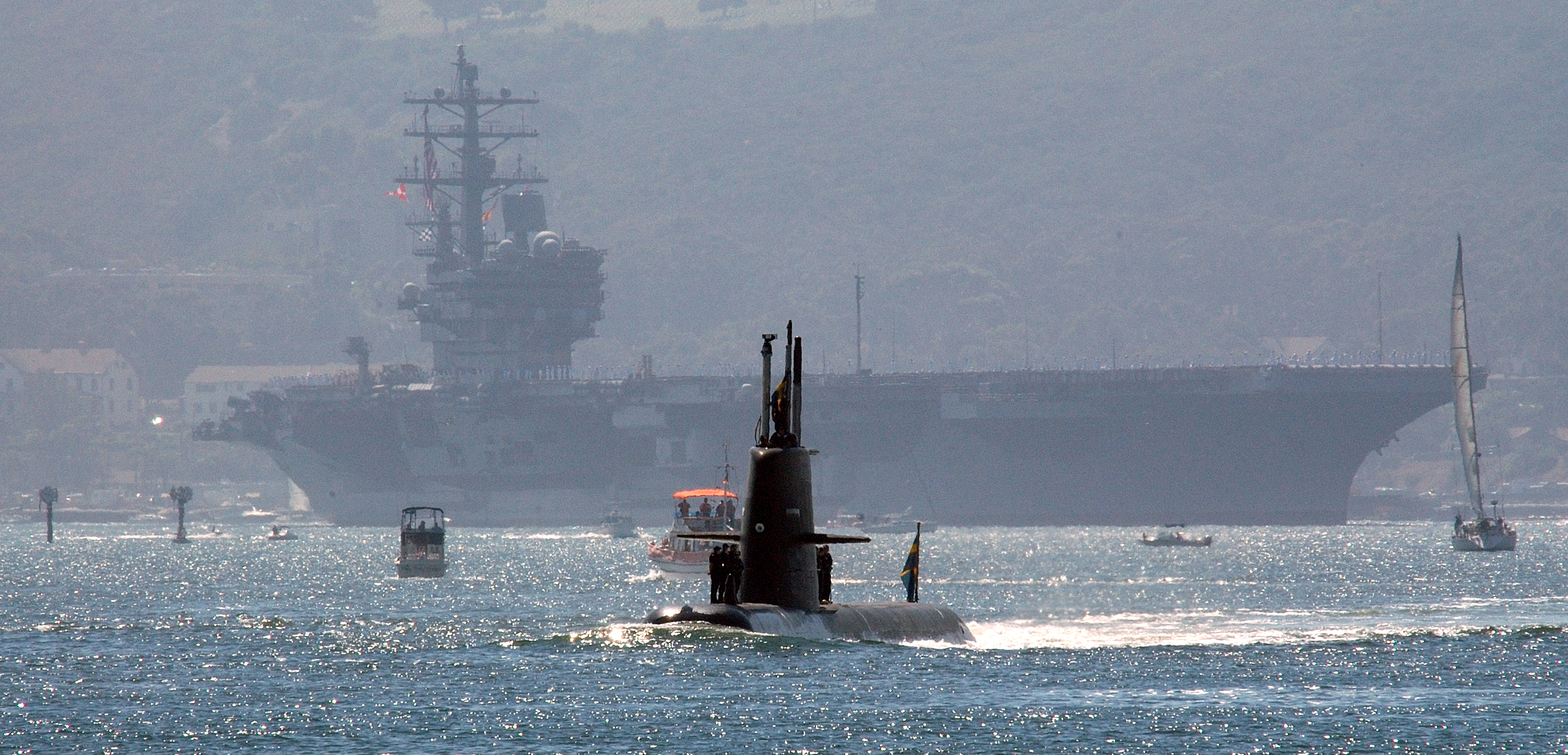
„Gotland” w pobliżu San Diego, w tle lotniskowiec „Ronald Regan”, 2005 rok

Okręt wszedł do służby w Svenska marinen 2 września 1996 roku.

### Wypożyczenie do US Navy
W 2004 roku US Navy zwróciła się z prośbą do szwedzkiego rządu o wypożyczenie jednego z okrętów typu Gotland. Nastąpiło to po ćwiczeniach na Morzu Śródziemnym z udziałem okrętów państw NATO, w których uczestniczył szwedzki okręt podwodny typu Gotland, HMS „Halland”, którego osiągi stanowiły wyzwanie dla ćwiczących tam jednostek ZOP. Rząd szwedzki wyraził zgodę na wypożyczenie HMS „Gotland” w październiku 2004 roku. Umowę w sprawie wypożyczenia okrętu podpisano 21 marca 2005 roku . Okręt załadowano na pokład cywilnej jednostki transportowej w maju 2005 roku i dostarczono w pobliże San Diego 27 czerwca 2005 roku. Celem okrętu miało być symulowanie ataków na okręty Floty Pacyfiku. Podczas ćwiczeń szwedzki okręt, unikając wykrycia, wielokrotnie zajmował pozycje do symulowanego ataku. Udało mu się m.in. zmylić okręty eskorty i zbliżyć się do lotniskowca „Ronald Regan”, co w warunkach bojowych mogłoby oznaczać zatopienie amerykańskiej jednostki . Okręt powrócił do zlokalizowanej w Karlskronie bazy w sierpniu 2007 roku .